# Frederikssundsvej
Frederikssundsvej er en vej der går igennem Københavns Nordvestkvarter, Brønshøj og Husum helt til Frederikssund. Det er en stærkt trafikeret vej, som langs den Københavnske del er kendetegnet ved mange etniske butikker og en del bodegaer. På hverdage kører der 1.200 busser ad Frederikssundsvej, hvoraf Nordeuropas største buslinje 5C og linje 350S udgør størstedelen.[kilde mangler]
Vejen går i forlængelse af Nørrebrogade fra Nørrebro Station og videre ud af byen.
Trafikanter på Frederikssundsvej vil i vestlig retning nå købstaden Frederikssund men Frederikssundsvej ændrer navn til Herlev Hovedgade – Skovlunde Byvej – Ballerup Byvej – Måløv Byvej – og tilbage til Frederikssundsvej fra Veksø forbi Frederikssund og fortsætter til Kregme, hvor den ender ud i krydset med Hillerødvejen (Primærrute 16) . Vejen udgør således det meste af Sekundærrute 211.
Frederikssundvej startede oprindeligt ved Hyltebro, der indtil 1901 markerede kommunegrænsen mellem Københavns Kommune og Brønshøj-Rødovre Kommune. Inden anlæggelsen af den nuværende Nørrebro Station, der markerer hvor Frederikssundvej starter og Nørrebrogade slutter lå tidligere Lygtekroen ved Lygteåen, der blev rørlagt omkring 1920, Gaden Lygten, der krydser Nørrebrogade/Frederikssundsvej, er opkaldt efter åen.

### Fodnoter
1. ↑  Kraks Kort København & Omegn 2006, 2005, Kraks Forlag, ISBN 87-7225-877-2

55°42′4.23″N 12°32′13.23″Ø / 55.7011750°N 12.5370083°Ø